# Tiefwassermaräne
Die Tiefwassermaräne (Coregonus johannae) ist ein ausgestorbener nordamerikanischer Süßwasserfisch aus der Familie der Lachsfische (Salmonidae).

## Beschreibung
Die Tiefwassermaräne war eine der größten Maränen in den Großen Seen. Ihre durchschnittliche Länge betrug 29 cm, ihr Gewicht ungefähr 680 Gramm. Von anderen Maränen unterschied sie sich durch ihre relativ langen Brustflossen und ihre unpigmentierten Kiefer. Des Weiteren hatte sie 27 bis 32 kurze Kiemenreusendornen auf dem ersten Kiemenbogen. Die Farbe der Schuppen war silbrig mit einem zarten rosafarbenen oder purpurnen Schimmer. Der Rücken war grünlich oder bläulich. Der Bauch war weiß.

## Vorkommen
Die Tiefwassermaräne kam in Tiefen von 50 bis 160 m im Huronsee und im Michigansee vor.

## Lebensweise und Nahrung
Die Laichzeit war im Spätsommer von Mitte August bis Ende September. Die Hauptnahrung bestand aus Kleinkrebsen und Muscheln wie Mysis, Pisidium und Pontoporeia.

## Aussterben
Die Überfischung der Tiefwassermaräne begann bereits in der Mitte des 19. Jahrhunderts und zu Beginn der 1920er Jahre waren die Bestände so ernsthaft dezimiert, dass diese Art in weiten Teilen ihres ehemaligen Verbreitungsgebietes ausgestorben war. 1951 wurde die Tiefwassermaräne zuletzt im Michigansee und 1952 zuletzt im Huronsee nachgewiesen. Weitere Gründe für ihr Aussterben waren die Hybridisierung mit Coregonus hoyi (englisch: Bloater) sowie der Parasitismus durch das invasive Meerneunauge.